# Порт Клайпеди

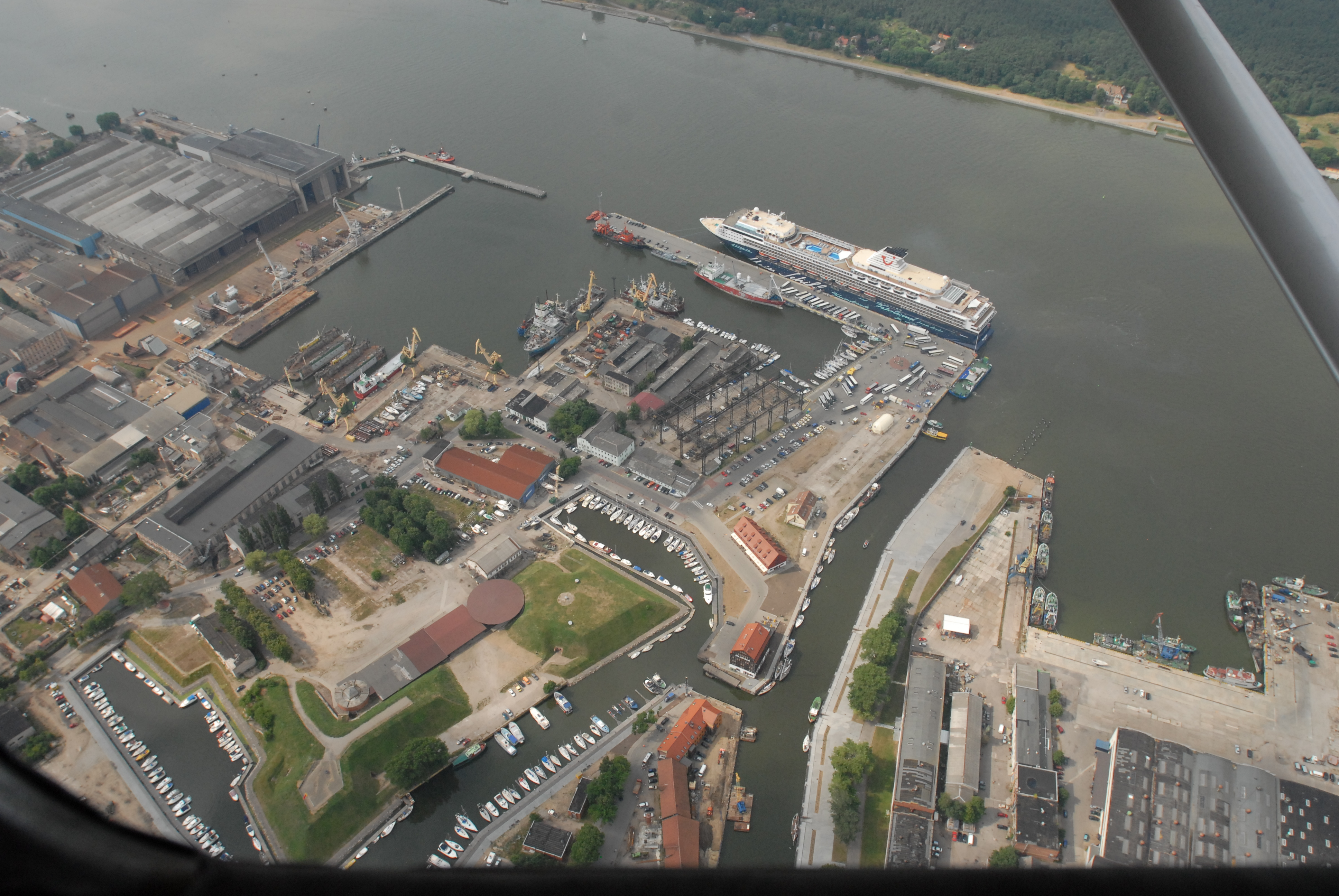
Порт Клайпеди

Порт Клайпеди – морський незамерзаючий глибоководний порт, який знаходиться у литовському місті Клайпеда на східному узбережжі Балтійського моря

## Історія створення порту
29 липня 1252 р. зі згоди короля Литви Міндаугаса між єпископом Куршським і намісником Лівонського ордена підписано договір про побудування фортеці Мемель. Біля стін фортеці було облаштовано морський порту якому німецькі купці з Любека та Бремена швартували свої судна.
У середині XVI ст. конкуренти мемельскіх купців з Данцига завалили камінням вхід до порту Данге, тому аж до 1820 р. до річки могли входити невеликі судна. Після розчищення водного шляху порт Данге існував до середини XIX ст.
1743 р. у Мемелі засновується перша контора з торгові деревиною, яку переважно відправляли до Західної Європи. З того часу, порт став найважливішим портом з торгівлі деревиною у всьому Балтійському морі.
1797 р. — в історичних документах згадується, що Мемельський порт складається з річкового порту на р. Дане і  великого басейну, розташованого у Куршській затоці де здійснюється перевалка деревини та може швартуватися близько 300 кораблів.

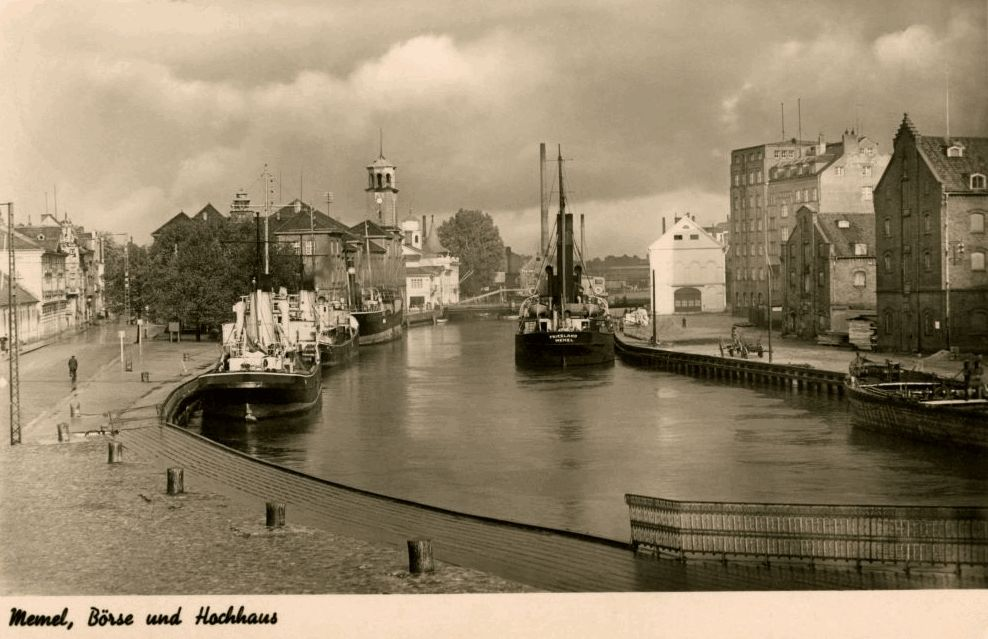
Морський порт Мемеля (XX ст.)

У 1919 р. після поразки Німеччини у Першій світовій війні, на основі Версальского договору, Мемельский порт (як і усе місто Мемель) відданий під керівництво альянсу країн Антанти
8 травня 1924р. в Парижі підписана Клайпедська конвенція, відповідно до якої керівнитво Клайпедським портом прийняла Дирекція порту у складі: представників Литовської держави, Клайпедського краю та Союзу Націй.
1924 -1939рр. — період розквіту Клайпедського порту: побудовані нові причали, зросла кількість портових компаній, судноплавство ставало інтенсивніше.

## Огляд історії Клайпедського порту за період 1945—1991 рр
Після Другої світової війни Клайпедський порт у жовтні 1945 р. прийняв корабль «Любань» під час шторму. А після заходу фінського пароплава «Асторія» у порту відновлена звичайна навігація. До кінці 1945 р. до порту зайшло іще 8 суден.
У Клайпедському торговельному порту, відразу після Другої світової війни, облаштувався військово-морський флот. По цій причини відновлення торговельного порту затягнулося. І тільки на межі 60-70 рр. були здійснені найбільші проекти з реконструкції  порту.
Після заснування у 1969 р. Литовського морського пароплавства, йому був переданий контроль над морським торговельним портом. У цьому ж році у Клайпеді починається ремонт суден на новому спеціалізованому Західному суднобудівному заводі.
У радянські часи в акваторії Клайпедського порту діяло 3 порти різного підпорядкування:
- Клайпедський торговельний порт
- Клайпедський річковий та рибальський порт
- порт Німанського пароплавства

Пізніше була заснована база морського рибальського флоту, яка постачала рибу у більшу частину європейської частини Радянського Союзу.
1986 р. — у Клайпедському порту почала свою роботу найбільша у світі міжнародна морська поромна переправа Клайпеда — Мукран (острів Рюген у Східній Німеччині). Після початку функціонування переправи річний товарообіг порту почав стрімко зростати і порт увійшов до сотні  найбільших портів світу.
3 липня 1991 р. Міністр  шляхів сполучення Литви видав наказ про створення Дирекції Клайпедського державного морського порту, якому доручалося управління портовою інфраструктурою.

## Статистика
| Рік                 | 1999  | 2000  | 2001  | 2002  | 2003  | 2004  | 2005  | 2006  | 2007  | 2008  | 2009  | 2010  | 2011  | 2012  | 2013  | 2014  | 2015  | 2016  | 2017  |
| ------------------- | ----- | ----- | ----- | ----- | ----- | ----- | ----- | ----- | ----- | ----- | ----- | ----- | ----- | ----- | ----- | ----- | ----- | ----- | ----- |
| Вантажообіг, млн. т | 14.97 | 19.40 | 17.24 | 19.74 | 21.19 | 20.25 | 21.79 | 23.61 | 27.36 | 29.88 | 27.86 | 31.28 | 36.59 | 35.24 | 33.42 | 36.41 | 38.51 | 40.14 | 43.17 |